# BMW E87
El BMW E87 es la primera carrocería de la Serie 1 versión hatchback de 5 puertas, su lanzamiento se realizó en febrero del 2004 presentando el 118d, posteriormente salieron los otros modelos, en el 2006 se realizan pequeños cambios, incluyendo bumpers, el cambio de motor en el 118d y 120d e incluyendo el modelo 123d; la serie también está disponible en versiones hatchback de 3 puertas(E81), cupé de 2 puertas(E82) y cabriolet de 2 puertas con techo de lona (E88).
Los modelos 116i, 118i, 118d, 120d y 123d forman parte de los 22 modelos que BMW en el 2008 presentó como vehículos que emitían menos de 140g/km de CO2.
| Periodo                        | 2004-2007             | 2007-2009                                         | 2009-2012                                         | 2004-2007                                         | 2007-2013                                         | 2004-2007                                         | 2007-2013                                         | 2007-2013                                         | 2009-2012                                         | 2005-2009                                         | 2007-2010                                                                     | 2010-2013                                                                     | 2011-2012                                       |         |         |
| Identificación del motor       | N45B16                | N43B16                                            | N43B20                                            | N46B20                                            | N43B20                                            | N46B20                                            | N43B20                                            | N52B30                                            | N52B30                                            | N52B30                                            | N54B30                                                                        | N55B30                                                                        | N54B30                                          |         |         |
| Tipo de motor                  | L4 16v                | L4 16v, inyección directa                         | L4 16v, inyección directa                         | L4 16v                                            | L4 16v, inyección directa                         | L4 16v                                            | L4 16v, inyección directa                         | L6 24v                                            | L6 24v                                            | L6 24v                                            | L6 24v, inyección directa, biturbo, intercooler                               | L6 24v, inyección directa, turbo, intercooler                                 | L6 24v, inyección directa, biturbo, intercooler |         |         |
| Diámetro x carrera             | 84.0 mm × 72.0 mm     | 75.6 mm × 82.0 mm                                 | 84.0 mm × 90.0 mm                                 | 84.0 mm × 90.0 mm                                 | 84.0 mm × 90.0 mm                                 | 84.0 mm × 90.0 mm                                 | 84.0 mm × 90.0 mm                                 | 85.0 mm × 88.0 mm                                 | 85.0 mm × 88.0 mm                                 | 85.0 mm × 88.0 mm                                 | 84.0 mm × 89.6 mm                                                             | 84.0 mm × 89.6 mm                                                             | 84.0 mm × 89.6 mm                               |         |         |
| Cilindrada                     | 1596 cm³              | 1597 cm³                                          | 1995 cm³                                          | 1995 cm³                                          | 1995 cm³                                          | 1995 cm³                                          | 1995 cm³                                          | 2996 cm³                                          | 2996 cm³                                          | 2996 cm³                                          | 2976 cm³                                                                      | 2976 cm³                                                                      | 2976 cm³                                        |         |         |
| Relación de compresión         | 10.2: 1               | 12.0: 1                                           | 12.0: 1                                           | 10.5: 1                                           | 12.0: 1                                           | 10.5: 1                                           | 12.0: 1                                           | 10.7: 1                                           | 10.7: 1                                           | 10.7: 1                                           | 10.2: 1                                                                       | 10.2: 1                                                                       | 10.2: 1                                         |         |         |
| Potencia máxima: CV (kW) @ rpm | 116 CV (85 kW) @ 6000 | 122 CV (90 kW) @ 6000                             | 122 CV (90 kW) @ 6000                             | 129 CV (95 kW) @ 5750                             | 143 CV (105 kW) @ 6000                            | 150 CV (110 kW) @ 6200                            | 170 CV (125 kW) @ 6700                            | 218 CV (160 kW) @ 6100                            | 258 CV (190 kW) @ 6600                            | 265 CV (195 kW) @ 6650                            | 306 CV (225 kW) @ 5800                                                        | 306 CV (225 kW) @ 5800                                                        | 340 CV (250 kW) @ 5900                          |         |         |
| Par máximo: Nm @ rpm           | 150 Nm @ 4300         | 160 Nm @ 4250                                     | 185 Nm @ 3000                                     | 180 Nm @ 3250                                     | 190 Nm @ 4250                                     | 200 Nm @ 3600                                     | 210 Nm @ 4250                                     | 270 Nm @ 2500-4250                                | 310 Nm @ 2600-3000                                | 315 Nm @ 2750                                     | 400 Nm @ 1300-5000                                                            | 400 Nm @ 1200-5000                                                            | 450 Nm @ 1500-4500                              |         |         |
| Tracción                       | Trasera               | Trasera                                           | Trasera                                           | Trasera                                           | Trasera                                           | Trasera                                           | Trasera                                           | Trasera                                           | Trasera                                           | Trasera                                           | Trasera                                                                       | Trasera                                                                       | Trasera                                         | Trasera | Trasera |
| Transmisión                    | Manual, 5 velocidades | Manual, 6 velocidades / Automática, 6 velocidades | Manual, 6 velocidades / Automática, 6 velocidades | Manual, 6 velocidades / Automática, 6 velocidades | Manual, 6 velocidades / Automática, 6 velocidades | Manual, 6 velocidades / Automática, 6 velocidades | Manual, 6 velocidades / Automática, 6 velocidades | Manual, 6 velocidades / Automática, 6 velocidades | Manual, 6 velocidades / Automática, 6 velocidades | Manual, 6 velocidades / Automática, 6 velocidades | Manual, 6 velocidades / Automática, 6 velocidades / Automática, 7 velocidades | Manual, 6 velocidades / Automática, 6 velocidades / Automática, 7 velocidades | Manual, 6 velocidades                           |         |         |
| Aceleración 0–100 km/h         | 10.8 s                | 10.2 s                                            | 9.9 s                                             | 9.4 s                                             | 8.7-9.3 s                                         | 8.7 s                                             | 7.7-7.8 s                                         | 6.4-6.8 s                                         | 6.0-6.1 s                                         | 6.0-6.1 s                                         | 5.3-5.6 s                                                                     | 5.2-5.5 s                                                                     | 4.9 s                                           |         |         |
| Velocidad máxima               | 200 km/h              | 204 km/h                                          | 204 km/h                                          | 207 km/h                                          | 210 km/h                                          | 217 km/h                                          | 220-224 km/h                                      | 238-245 km/h                                      | 250 km/h (Limitado electrónicamente)              | 250 km/h (Limitado electrónicamente)              | 250 km/h (Limitado electrónicamente)                                          | 250 km/h (Limitado electrónicamente)                                          | 250 km/h (Limitado electrónicamente)            |         |         |
| Consumo combinado (L/100 km)   | 7.5                   | 5.8                                               | 6.2                                               | 7.3                                               | 6.2-6.6                                           | 7.5                                               | 6.7-6.9                                           | 7.9-8.1                                           | 8.5                                               | 8.3                                               | 9.2-9.4                                                                       | 8.5-8.6                                                                       | 9.6                                             |         |         |

| Periodo                        | 2009-2012                                                  | 2004-2007                                                  | 2007-2013                                                  | 2004-2007                                                  | 2007-2013                                                  | 2007-2013                                                  |
| Identificación del motor       | N47D20                                                     | M47D20TU2                                                  | N47D20                                                     | M47D20TU2                                                  | N47D20                                                     | N47D20                                                     |
| Tipo de motor                  | L4 16v, inyección directa, common-rail, turbo, intercooler | L4 16v, inyección directa, common-rail, turbo, intercooler | L4 16v, inyección directa, common-rail, turbo, intercooler | L4 16v, inyección directa, common-rail, turbo, intercooler | L4 16v, inyección directa, common-rail, turbo, intercooler | L4 16v, inyección directa, common-rail, turbo, intercooler |
| Diámetro x carrera             | 84.0 mm × 90.0 mm                                          | 84.0 mm × 90.0 mm                                          | 84.0 mm × 90.0 mm                                          | 84.0 mm × 90.0 mm                                          | 84.0 mm × 90.0 mm                                          | 84.0 mm × 90.0 mm                                          |
| Cilindrada                     | 1995 cm³                                                   | 1995 cm³                                                   | 1995 cm³                                                   | 1995 cm³                                                   | 1995 cm³                                                   | 1995 cm³                                                   |
| Relación de compresión         | 16.0: 1                                                    | 17.0: 1                                                    | 16.5: 1                                                    | 17.0: 1                                                    | 16.5: 1                                                    | 16.0: 1                                                    |
| Potencia máxima: CV (kW) @ rpm | 116 CV (85 kW) @ 4000                                      | 122 CV (90 kW) @ 4000                                      | 143 CV (105 kW) @ 4000                                     | 163 CV (120 kW) @ 4000                                     | 177 CV (130 kW) @ 4000                                     | 204 CV (150 kW) @ 4400                                     |
| Par máximo: Nm @ rpm           | 260 Nm @ 1750-2500                                         | 280 Nm @ 2000                                              | 300 Nm @ 1750-2500                                         | 340 Nm @ 2000                                              | 350 Nm @ 1750-3000                                         | 400 Nm @ 2000-2250                                         |
| Tracción                       | Trasera                                                    | Trasera                                                    | Trasera                                                    | Trasera                                                    | Trasera                                                    | Trasera                                                    |
| Transmisión                    | Manual, 6 velocidades                                      | Manual, 6 velocidades / Automática, 6 velocidades          | Manual, 6 velocidades / Automática, 6 velocidades          | Manual, 6 velocidades / Automática, 6 velocidades          | Manual, 6 velocidades / Automática, 6 velocidades          | Manual, 6 velocidades / Automática, 6 velocidades          |
| Aceleración 0–100 km/h         | 10.2-10.3 s                                                | 10.0 s                                                     | 8.9-9.5 s                                                  | 7.9-8.2 s                                                  | 7.5-8.1 s                                                  | 6.9-7.5 s                                                  |
| Velocidad máxima               | 200 km/h                                                   | 201 km/h                                                   | 208-210 km/h                                               | 217-220 km/h                                               | 222-228 km/h                                               | 230-238 km/h                                               |
| Consumo combinado (L/100 km)   | 4.4                                                        | 5.6                                                        | 4.5-4.9                                                    | 5.7-6.6                                                    | 4.8-5.1                                                    | 5.2-5.4                                                    |